# Kamienica Banku Handlowego i Abrama Wachsmachera w Warszawie
Kamienica Banku Handlowego i Abrama Wachsmachera – funkcjonalistyczna kamienica wzniesiona w latach 1932–1933 przy ul. Nowy Świat 3 w Warszawie.

## Historia
W głębi tej posesji w 1784 roku stał dworek Jakuba Usarzewskiego. Przed 1790 roku od frontu dobudowano dwukondygnacyjną kamieniczkę. Dworek został rozebrany w 1819 roku, a kamienica była stopniowo rozbudowywana. W ciągu XIX wieku nieruchomość zmieniała wielokrotnie właścicieli. W 1919 roku została zakupiona przez Bank Handlowy i Abrama Wachsmachera. W latach 1932–1933 wybudowano od strony ulicy nowoczesny 6-kondygnacyjny budynek według projektu Jerzego Gelbarda i Romana Sigalina. W 1939 roku udziały Banku Handlowego wykupili Abram i Cłuwa Offajerowie. Jest luksusową kamienicą, będącą jednym z przykładów wczesnego funkcjonalizm, ostro kontrastuje z pozostałą zabudową Nowego Światu.
Na parterze i w podziemiach kamienicy urządzono luksusowy lokal „Paradis” (kawiarnia i dansing).
Dom przetrwał wojnę niemal w nienaruszonym stanie. Po wojnie lokal na parterze funkcjonował przez kilka lat pod dawną nazwą, a po jego upaństwowieniu otrzymał nazwę „Melodia”. Ze względu na bliskość siedziby Komitetu Centralnego Polskiej Zjednoczonej Partii Robotniczej był popularny wśród nomenklatury komunistycznej.
W 2004 roku kamienica przeszła gruntowny remont. Na parterze budynku mieści się klub Hustler.